# 根道廣吉
根道 廣吉（ねみち ひろきち、根道広吉、1899年? - 1957年1月15日）は、日本の行政官。元特別調達庁長官。位階は従三位。

## 人物
茨城県出身。1926年に旧制東京商科大学（のちの一橋大学）を卒業し、外務省に入りイギリス書記生任官。外務省同期には加瀬俊一（のちに国連大使）、曽祢益（のちに民社党書記長）などがいる。
第二次世界大戦時には北京参事官を務め、中国の居留民の保護などにあたった。
戦後、終戦連絡久留米事務局局長、特別調達庁次長を経て、1949年に特別調達庁長官就任、叙官吏一級。1952年から1953年まで調達庁長官。日本国との平和条約及び日本国とアメリカ合衆国との間の安全保障条約を受けた国家公務員法の改正や、連合国軍人等住宅公社法の廃止作業などにあたった。
1953年外務大臣官房付参事官を経て、1954年から在コロンビア特命全権公使を務めたが、1956年に病気のため帰国。同公使在任のまま1957年骨肉腫のため目黒区原町の自宅で58歳で死去。従三位勲二等瑞宝章。墓所は多磨霊園。

## 著作
- 「滿洲國に於ける治外法權」（法律時報第7巻昭和10年第11号）